# ジュリアーノ・モレイラ

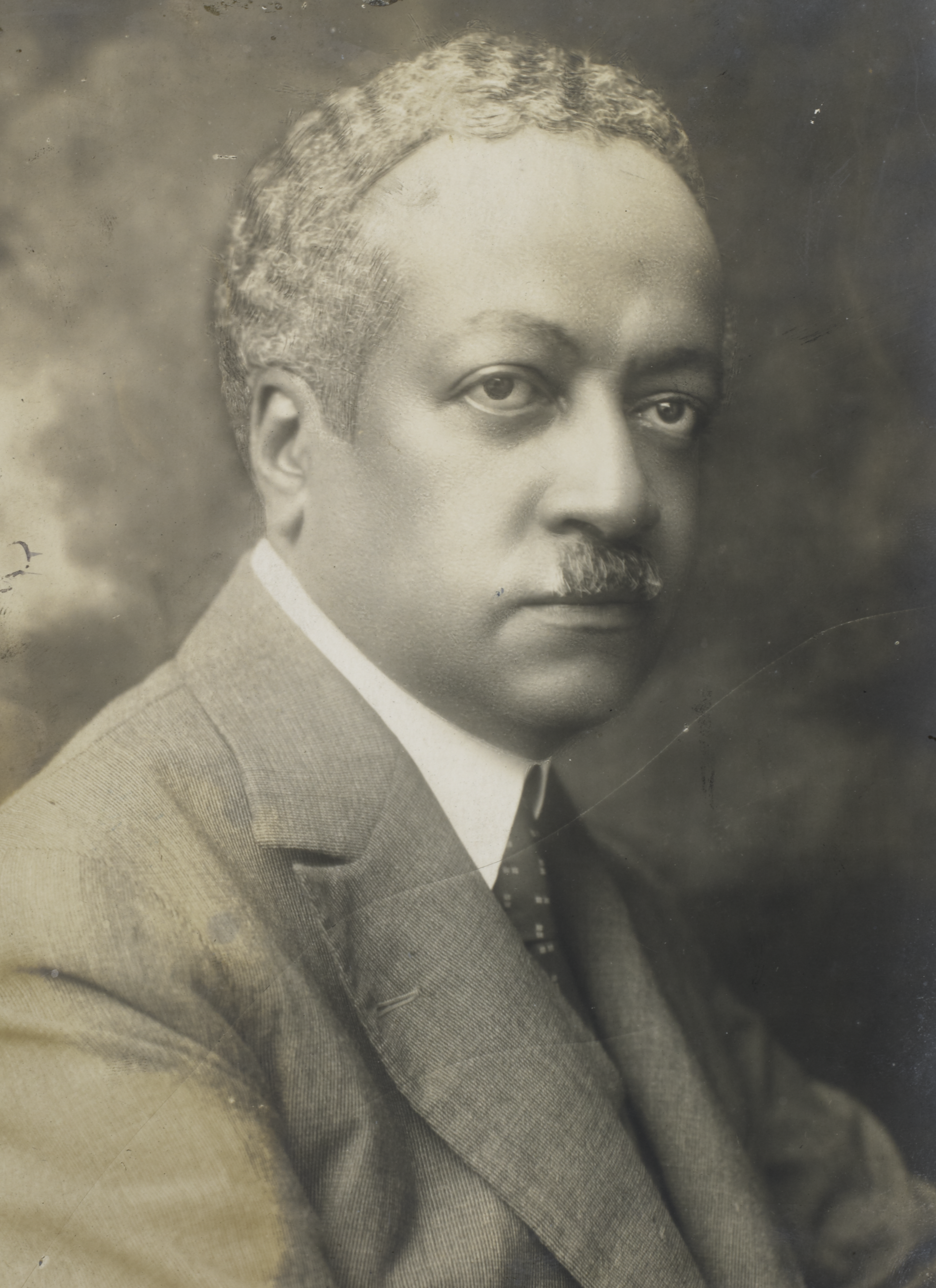
Juliano Moreira

ジュリアーノ・モレイラ（Juliano Moreira、1872年1月6日 – 1933年5月2日）は、ブラジルの精神科医。バイーア州サルヴァドール生まれ。ブラジルにおける精神分析の先駆者とされる。
1926年から1929年までブラジル科学アカデミーの会長を務めた。